# اصلاحات ماریان

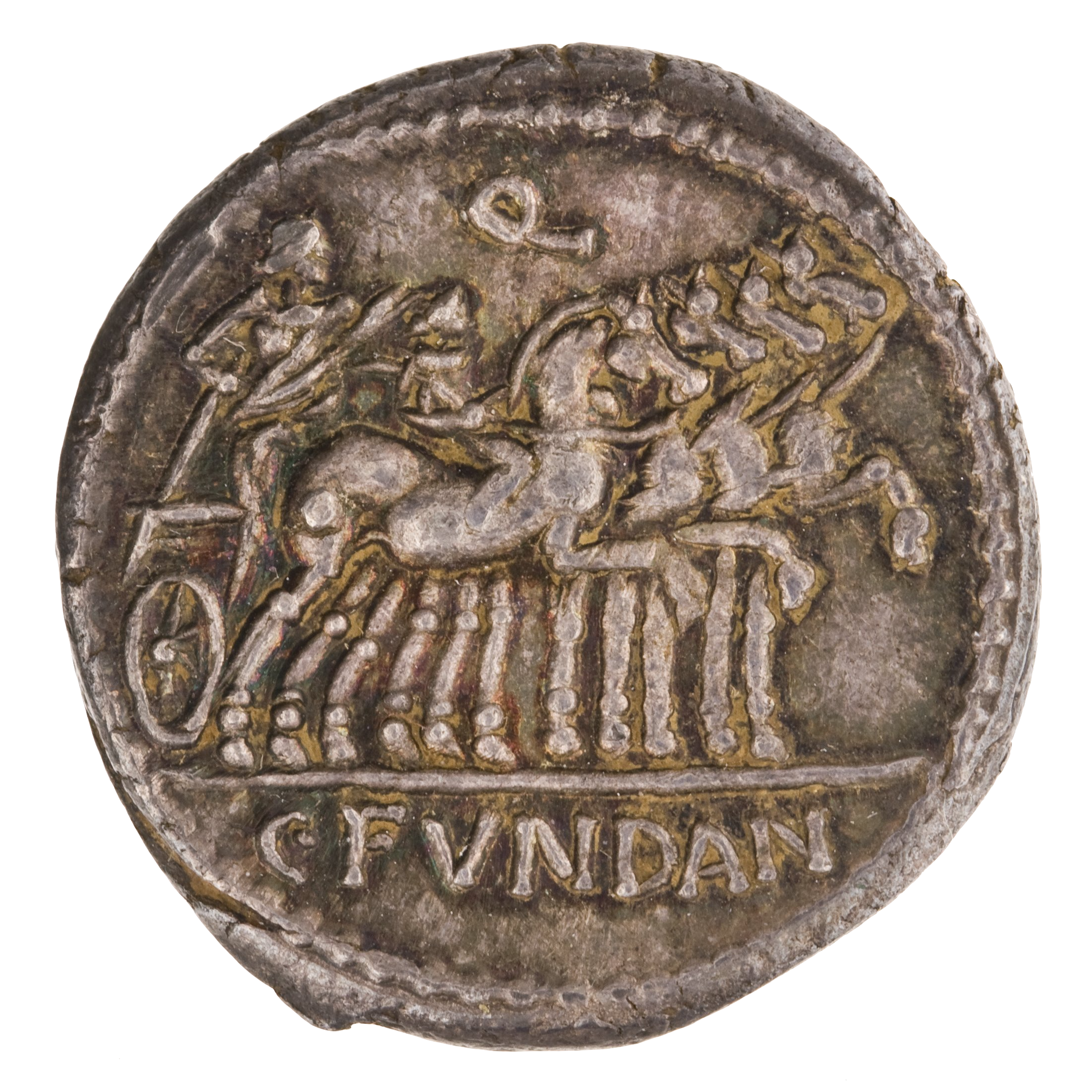
گایوس ماریوس، سوار بر ارابه به عنوان یک پیروزمند در سکه ای که توسط گایوس فاندانیوس در ۱۰۱ قبل از میلاد ضرب شده‌است. او به دلیل پیروزی در جنگ کیمبری مفتخر به دریافت نشان پیروزی شد.

اصلاحات ماریان به تغییرات در ترکیب و سناریوهای عملیاتی ارتش روم در اواخر جمهوری روم گفته می‌شود که معمولاً به گایوس ماریوس (ژنرالی که در سال‌های ۱۰۷، ۱۰۴–۱۰۰ و ۸۶ قبل از میلاد کنسول بود) نسبت داده می‌شود. مهم‌ترین این تغییرات مربوط به تغییر زمینه اجتماعی-اقتصادی سربازی بود. از جمله تغییرات دیگر شامل معرفی کوهورت بود. تأسیس یک شکل واحد از پیاده‌نظام سنگین با تجهیزات یکسان در سراسر ارتش؛ معرفی جهانی استاندارد عقاب؛ و لغو سواره نظام شهروندی (منظور قوای سوار نظام رومی است متشکل از داوطلبان طبقات بالا یا مزدوران بود). عموماً اعتقاد بر این بود که ماریوس با اجازه دادن برای پیوستن شهروندانی که دارایی نداشتند به ارتش روم، پیشینه اقتصادی-اجتماعی سربازان را تغییر داد. این تقلیل طبقه اجتماعی برای سربازگیری از میان عوام آزاد دون مایه و حتی کارگران (به این طبقات پرولتاریا proletarii می‌گفتند) با انگیزه ایجاد یک طبقه نیمه حرفه ای از سربازان و پرداخت مزد از طریق اعطای زمین ایجاد کند که به نوبه خود سربازان به نوعی مشتریان ژنرال‌های خود می‌شدند (عدم وابستگی به منافع جمهوری) و سپس از آنها برای سرنگونی جمهوری استفاده می‌کردند.
نطریه یک طرح جامع از اصلاحات تحت رهبری ماریوس در دهه ۱۸۴۰ آلمان پدیدار شد، که فرض می‌کرد هر گونه تغییر در ارتش روم بین زمان پولیبیوس و ماریوس به یک رویداد اصلاحی جامع منتسب است. این باور نسبتاً غیر انتقادی منتشر شد و تا حد زیادی در دهه ۱۸۵۰ و در بیشتر قرن بیستم به اثبات رسید. با این حال، شواهد باستانی کمی برای تغییر دائمی یا قابل توجهی در شیوه استخدام در زمان ماریوس وجود دارد.در دیگر منابع نیز وقوع چنین اصلاحات جامعی به رهبری ماریوس دیگر به طور گسترده توسط متخصصان پذیرفته نشده‌است؛ محققان قرن بیست و یکم این اصلاحات را «ساخت دانش مدرن» نامیده‌اند.
سایر اصلاحات در زمینه سناریو عملیاتی و تجهیزات ارتش که گفته می‌شود توسط ماریوس انجام شده‌است نیز عمدتاً توسط محققان رد شده‌است. تعداد اندکی از آنها مبنایی در شواهد باستانی و باستانشناسی دارند.برخی دیگر به اشتباه تاریخ گذاری شده‌اند یا به اشتباه نسبت داده شده‌اند. تغییرات در ارتش روم جمهوری متأخر هم بعداً (در طول جنگ اجتماعی و پس از جنگ‌های داخلی به جای پایان قرن دوم قبل از میلاد) رخ داد و هم از شرایط و به نظر نمی‌رسد دیدگاه اصلاح‌طلبانه ماریان پدیده آمده باشد.

## پس زمینه
ارتش روم به‌طور سنتی نیروی انسانی خود را از طریق سربازگیری اجباری از پنج طبقه برتر جامعه آن زمان روم تهیه می‌کرد. این طبقات به ترتیب کاهش ثروت با یکدیگر فرق می‌کردند و در مجمعی که این شهروندان را دور هم جمع می‌کرد به نام مجمع کنتوریاها شرکت می‌کردند (پرولتیا به طبقات پایینی گفته می‌شد و عمدتاً از کارگران آزاد جمهوری بودند). این شهروندان کم‌ثروتمند در دسته ای گروه‌بندی می‌شدند که بعد از بقیه حق رای دادن داشتند.بر اساس این طرح، پرولتاریا(proletarii) از خدمت اجباری معاف بودند، مگر زمانی که وضعیت اضطراری اعلام می‌شد یا شورشی رخ می‌داد. در چنین شرایطی، فقیرترین‌ها نیز مسلح شده و به ارتش می‌پیوستند.
اولین نمونه مستند از فراخوانی پرولتاریا زمانی در قرن چهارم قبل میلاد بود. سپس آنها برای اولین بار در سال ۲۸۱ قبل از میلاد با هزینه ایالتی اسلحه دریافت کردند که احتمالاً مربوط به آغاز جنگ پیرهی است.
در قرن بیستم، مورخان معتقد بودند که اختلاف مالکیت و دارایی که این پنج طبقه را در سرشماری عمومی از هم جدا می‌کرد، در طول قرن دوم قبل از میلاد به دلیل کمبود نیروی انسانی به سطحی ناچیز کاهش یافته بود. با این حال، مبنای این باور، صرفاً وجود سه طبقه اجتماعی در تاریخی نامشخص برای تأمین مقدار دارایی مورد نیاز برای خدمت بود که تنها در صورت اجبار به یک ترتیب نزولی، به عنوان مدرکی برای اثبات وجود روند کاهشی بین طبقات عمل می‌کردند.